# Isopropylhexanoat
Isopropylhexanoat ist eine organische Verbindung aus der Gruppe der Carbonsäureester. Er leitet sich von Isopropanol und Hexansäure ab.

## Herstellung
Propylhexanoat kann biotechnologisch hergestellt werden, wobei Isopropanol mit Hexansäure in Cyclohexan umgesetzt wird und eine Lipase aus Aspergillus oryzae als Katalysator dient. Der Umsatz der Reaktion ist jedoch im Vergleich zu längerkettigen oder unverzweigten Alkoholen eher gering.

## Reaktionen
Die Reduktion mit Lithiumdiisobutylpiperidinoaluminiumhydrid, Lithiumdiisobutyl-tert-butoxyaluminiumhydrid oder Kaliumdiisobutyl-tert-butoxyaluminiumhydrid ergibt Hexanal.

## Verwendung
Propylhexanoat ist in der EU unter der FL-Nummer 09.062 als Aromastoff für Lebensmittel zugelassen. Gelegentlich wird es als Referenzstandard für quantitative Analysen mit Gaschromatographie verwendet.